# Statue équestre d'Henri Guisan
 (octobre 2024).
La statue équestre d'Henri Guisan est une statue équestre en bronze située sur les Quais d'Ouchy à Lausanne. Elle commémore Henri Guisan, général commandant en chef de l'armée suisse durant la Seconde Guerre mondiale.

## Historique
C’est à la veille de la Seconde Guerre mondiale qu’Henri Guisan devient Général de l'armée suisse (grade existant uniquement en cas de mobilisation) le 30 août 1939, directement nommé par l’Assemblée fédérale. Il se distingue notamment pour sa vision du commandement, prônant une préparation militaire adaptée à la réalité géographique du pays. Il a aussi grandement encouragé l'engagement de la population suisse dans la défense, promouvant l'idée que chaque citoyen avait un rôle à jouer dans la protection de la patrie. Le Général Guisan est également connu pour son concept du Réduit national, ainsi que le rapport d’armée du Grütli en 1940. Durant ce rapport, il met l’accent sur l’esprit de résistance de l’armée, et l'indépendance de son pays menacée par les forces de l'Axe. Son charisme et ses talents de communicateur ont su inspirer la confiance parmi la population suisse inquiétée par une entrée en guerre de la Confédération. Son engagement en faveur de la neutralité et son appel à la défense ont fait de lui un personnage très populaire en Suisse. Le 20 août 1945, il est déchargé de ses fonctions et meurt le 7 avril 1960 à Pully près de Lausanne. À sa mort, une souscription publique est lancée pour l'édification d'un monument en son honneur.
Cette reconnaissance témoigne de son rôle crucial dans l'histoire de son pays. Elle symbolise non seulement son leadership militaire, mais aussi l'attachement des Suisses à leur défense nationale et à leur neutralité.

## Description
La statue équestre de Guisan à Lausanne a été réalisée par le sculpteur zurichois Otto Bänninger. Le général est représenté sur son cheval, au trot (une patte antérieure levée, étant associée à la symbolique de la paix et de la clémence). Le général est représenté en position droite, regardant vers l'horizon, symbolisant son rôle de leader et de visionnaire, il est de plus représenté vêtu d'un manteau et de son képi.
Le socle est en pierre et des inscriptions y sont marquées, telles que la date de son discours au Rütli :

« COURAGE ET CONFIANCE
 25 7 1940 »

Son nom :

« GÉNÉRAL HENRI GUISAN »

Son titre :

« COMMANDANT EN CHEF DE L'ARMÉE SUISSE 1939-1940 »

Ainsi que la phrase en français, allemand et italien :

« LE PEUPLE SUISSE
RECONNAISSANT

DAS DANKBARE
SCHWEIZVERVOLK

IL POPOLO SVIZZERO
RICONOSCENTE »

Le monument se situe aussi à proximité d'une autre sculpture, la Vierge du Lac.

## Polémique
La personne de Guisan étant très populaire, il était donc évident qu'un monument vienne commémorer ce personnage plus qu'emblématique. Cependant, le projet fut très critiqué. Tout d'abord, le choix de l’emplacement, qui était initialement prévu au centre-ville de Lausanne, fut déplacé à Ouchy, puis la posture du général fut jugée trop rigide, ne correspondant pas à son attitude réelle, enfin, des détails comme son manteau, lui qui n'en portait pourtant jamais et aussi l'aspect de sa monture qualifiée de « gazelle dansante » par ses détracteurs[source insuffisante]. Ces critiques aboutissent à la création en 1966 d'un comité nommé « Mouvement national monument général Guisan » qui reprend les principaux points de discorde autour de l'élaboration du monument, lui préférant une version plus proche de la statue du Maréchal Mannerheim à Helsinki[source insuffisante]. Cependant d'autres avis comme celui d'un journaliste du Neue Zürcher Zeitung défendent l'œuvre de Bänninger : « Ce général ne monte pas de manière à ce que l'on s'exclame, en le voyant approcher, "un général !" mais de manière à apparaître comme un citoyen parmi d'autres. En ce sens, l'œuvre de Bänninger ne présente pas une image de cavalier dans une perspective traditionnelle, monumentale ; elle traduit l'image du "bourgeois", du "Suisse" et transmet ainsi de la manière la plus fidèle le souvenir qu'un peuple reconnaissant veut conserver des hommes et du général Henri Guisan »[source insuffisante].

## Galerie

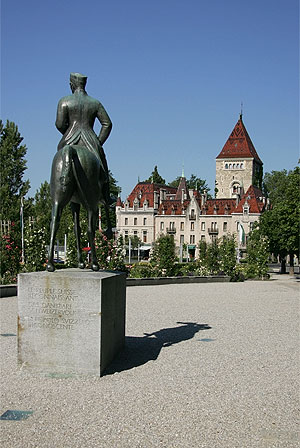
La statue équestre sur les quais faisant face au château d'Ouchy.
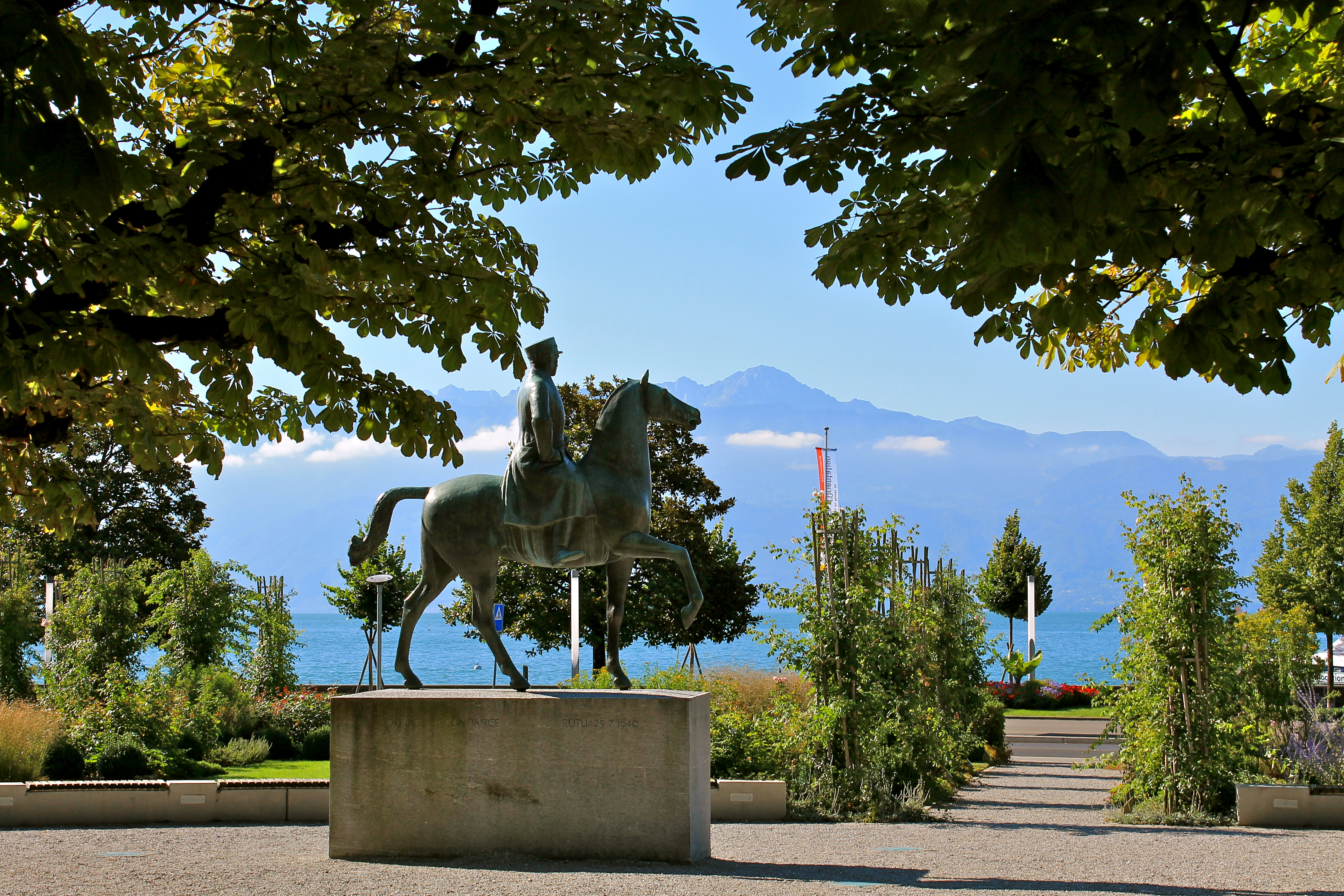
La statue de côté avec le lac Léman.
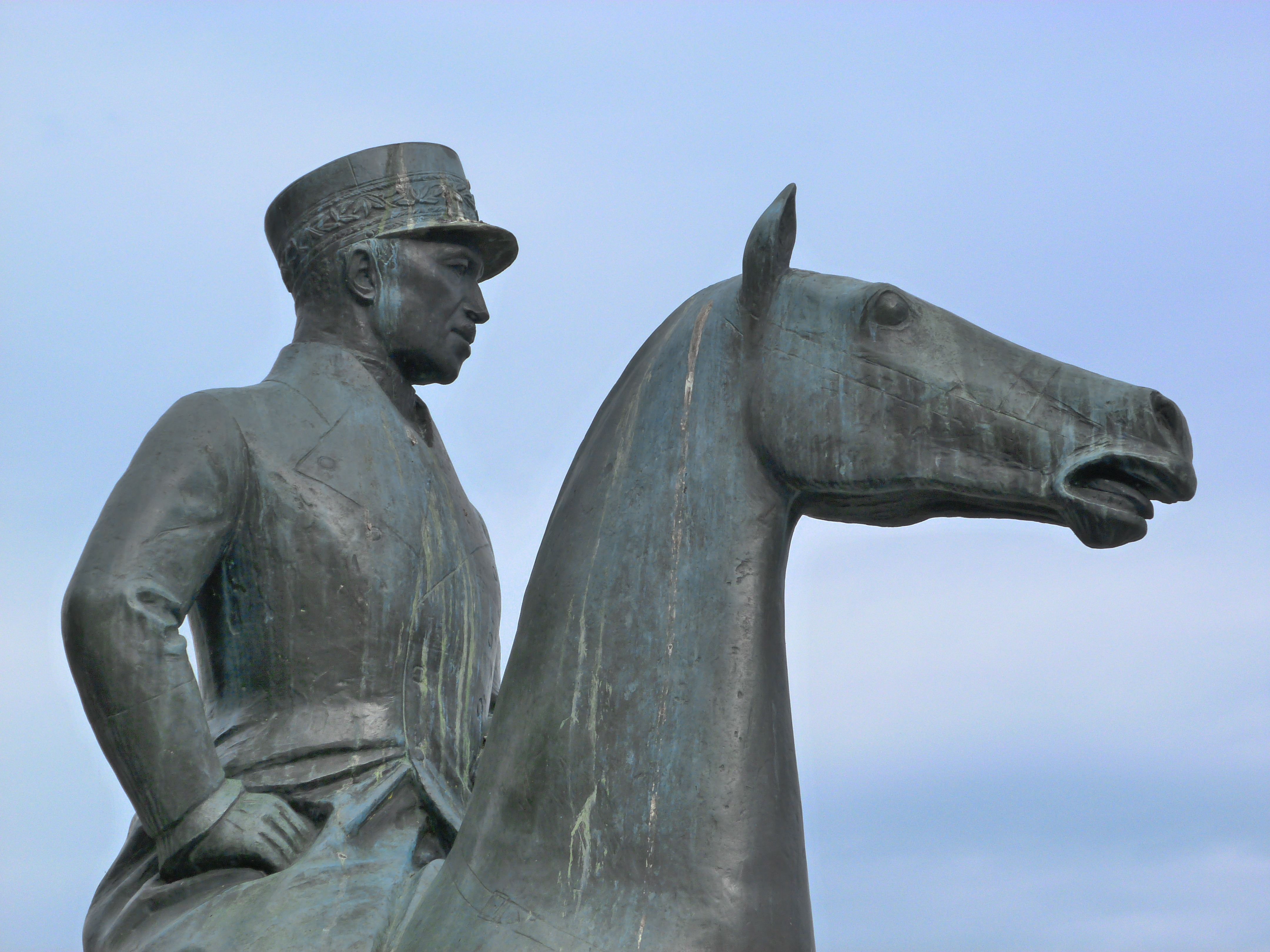
Vue rapprochée de la statue représentant le buste de Guisan.